# A Madrinha Morte
A madrinha morte (em alemão: "Der Gevatter Tod") ou O compadre da morte é um conto de fadas alemão recolhido pelos Irmãos Grimm, sob o número 44. Enquadra-se no Tipo 332 do Sistema Aarne-Thompson-Uther (ATU) de classificação de contos folclóricos. Narra a história de um homem pobre que escolhe a morte como madrinha de seu décimo terceiro filho. O filho torna-se um médico famoso mas, quando tenta enganar a madrinha, é castigado.

## História
Um homem pobre tinha doze filhos, e seu trabalho era suficiente apenas para o alimento diário de cada um deles. Quando o seu décimo terceiro filho nasceu, o homem decidiu encontrar um padrinho para a criança. Ela foi para a estrada, e lá ele se encontrou com Deus que caminhava e pediu para ser o padrinho de seu filho, prometendo saúde e felicidade. O homem, depois de descobrir que Ele era Deus , recusou a oferta, dizendo que Deus "favorece os ricos, e deixa que os pobres passem fome". Posteriormente, na mesma estrada, o homem se encontrou com o Diabo, que se ofereceu também para tornar-se o padrinho de seu filho, prometendo ouro e todas as alegrias do mundo. O homem, depois de descobrir que falava com o Diabo, recusou dizendo que "você engana as pessoas e as leva para o mau caminho".
Ainda andando na estrada, o homem encontrou a Morte, que propôs se tornar a madrinha de seu filho, e ele aceita porque "você leva tanto os ricos como os pobres, sem fazer distinção". No domingo seguinte, então, a Morte tornou-se madrinha de seu filho.
Quando o menino atingiu a maioridade, a Morte aparece para ele e o leva para uma floresta, em que crescem as ervas curativas especiais. Lá, a Morte prometeu fazer dele um famoso médico, após o que, explicou que toda vez que ele fosse chamado para tratar uma pessoa que estivesse particularmente mal, a Morte apareceria ao lado da cama do paciente. Se ela aparecesse perto da cabeça do paciente, o médico deveria administrar a erva curativa, originária da floresta; ao contrário quando a Morte aparecesse ao pé do paciente, não haveria chance de salvá-lo e ele iria morrer em breve.
Logo o moço se tornou um famoso médico, conforme prometido pela Morte, e começou a acumular riqueza, graças à sua incrível capacidade de prever se uma pessoa iria viver ou morrer. Quando o rei de todas aquelas terras ficou doente, mandou chamar o jovem médico para tratá-lo.
Quando o médico chegou para examinar o Rei, ele percebeu imediatamente que a Morte estava ao pé da cama. O médico sentiu pena do rei, e decidiu enganar a Morte com um truque. O médico então virou o rei em sua cama para que a morte ficasse do lado de sua cabeça. Ele, então, deu ao rei a poção de erva para tomar. Esta o curou e acelerou sua recuperação.
Logo depois, a Morte se aproximou do médico, expressando sua ira por enganar e desobedecer as suas regras. Mas porque o médico era seu afilhado, ela decidiu não puni-lo. Em seguida, a Morte advertiu o médico que, se ele tentasse enganá-la de novo, ela iria tirar a vida do médico.
Algum tempo depois, a filha do rei ficou gravemente doente, e seu pai mandou chamar o jovem médico. O rei prometeu-lhe a mão de sua filha e a sucessão ao trono, se ele curasse a princesa; mas, quando o médico foi consultar a princesa, viu que a morte estava a seus pés, sem lhe dar chance de esperança. Encantado com a beleza da princesa e dominado pelo pensamento de tornar-se seu marido, o médico, ignorando os avisos da Morte, novamente, realiza a mesma manobra que havia feito anteriormente. Então, o médico virou a princesa para que a morte ficasse do lado de sua cabeça e ministrou-lhe, imediatamente, as ervas curativas.
Assim, a princesa recuperou-se. A Morte puxou o médico pelo braço e levou-o para uma caverna subterrânea, onde havia milhares e milhares de velas, todas derretendo-se, em diferentes alturas. A Morte, então, explicou para seu afilhado que as velas simbolizavam a vida de cada pessoa e que o comprimento de cada vela mostra quanto tempo uma pessoa tem ainda para viver. A seguir, mostrou-lhe a vela que representava a vida dele. Ela era muito curta, um sinal de que a vida do médico estava quase chegando ao fim.
O médico começou a pleitear com a madrinha para acender uma vela nova para ele e deixá-lo viver uma vida feliz como rei e marido da bela princesa. Foi aí que a Morte pareceu reconsiderar suas ideias, estando prestes a fixar a vela antiga sobre uma vela nova. No entanto, no momento em que estava prestes a fazer isso, a Morte finalmente decidiu se vingar, deixando cair a primeira vela, cuja chama se apaga. No momento em que a chama é completamente extinta, o médico cai no chão, morto.

## Final
A história foi incluída na primeira edição da coletânea Kinder- und Hausmärchen em 1812, mas com um final diferente. Nessa primeira versão o conto de fadas acaba quando a Morte mostra ao médico a vela, enquanto na versão da segunda edição a Morte finge que vai acender a vela e falha de propósito, matando o médico.